# Super low frequency
SLF è la sigla dell'inglese Super Low Frequency ("frequenza superbassa") e indica, nella designazione ITU, la parte dello spettro delle onde radio compresa tra 30 e 300 Hz. Questa gamma di frequenza include quella utilizzata dalla corrente alternata per uso civile (50 Hz).